# ウルシゴキブリ
ウルシゴキブリ（漆蜚蠊、学名：Periplaneta japanna）とは、ゴキブリ目ゴキブリ科に属する昆虫の一種である。名前の通り、漆塗りのような光沢を放つ黒色をしている。

## 形態
卵鞘は長さ13ミリメートルに達するものがあり、他のゴキブリ属の種類のそれに似る。幼虫は成虫同様クロゴキブリに似ており、特に若齢幼虫は区別しがたいが、一般に体色は黒みが強く、終齢は全身真っ黒な印象を受ける。
成虫の体長は雄が24 - 27ミリメートル、雌が26 - 28(30)ミリメートルで、前翅長は雄が21 - 23ミリメートル、雌が(17)21 - 25(27)ミリメートル。体は光沢の強い濃黒褐色で、頭部は横幅が広く、前胸背板も分厚く幅広い。前翅は幅広いが、長さは辛うじて腹端まで達するか程度で、展開しない時は体全体が丸みを帯びている。
クロゴキブリに酷似するが、本種はクロゴキブリと比べて、頭部・前胸部の幅がより広く、前翅は腹端まで達する程度の長さしかなく、雄の腹部の肛上板・肛下板は丸みを帯びるといった違いがある。
他の近似種としてはセイロンゴキブリ（P. ceylonica）、P. lata、D. robinsoniが挙げられるが、セイロンゴキブリよりも雄の肛下板の尾突起が短く、P. lataとは肛上板と肛下板の形状が異なり、D. robinsoniとは肛上板の形状が異なるという違いがある。

## 生態
住家性の害虫として知られるクロゴキブリと違って本種は野外生息種であり、恒温環境下での飼育は可能ながら住家性は認められていない。摂氏27度の飼育環境下では最短104日で成虫に育つ。日本に生息するゴキブリ属の野外種は本種以外にスズキゴキブリ（P. suzukii）が知られているが、こちらは分布域がより限られている。
常緑照葉樹林の林縁部を中心に、林内周縁のリター層や倒木などに生息するほか、カナヘビの越冬穴で同居越冬することが知られている。野外種だが稀に家屋内へ入り込むこともある。
食性は雑食性で、自然下では、各種動植物の遺骸や樹液等を食している。

## 分布
日本の伊豆諸島から四国、九州、琉球諸島まで広く分布し、捕獲記録も多い。九州においては熊本県三角半島と大分県佐賀関半島を結ぶ仮定線以南で普通に見られる。
具体的な採取記録は少なくとも東京都八丈島、長崎県男女群島女島、鹿児島県（阿久根大島、枇榔島、佐多岬）、屋久島、トカラ列島（悪石島、中之島、宝島）、徳之島、沖縄本島、石垣島、西表島からのものが知られる。軒並み黒潮の影響の強いところから記録されているが、北海道苫小牧市でも温室で繁殖した例が知られ、こちらは南西諸島からの移入種と見られている。神奈川県三浦半島でも発見されており、こちらは局所的に定着している可能性が高いとされている。

### 保全状態評価
和歌山県は本種を学術的重要種に、高知県は本種を準絶滅危惧種に、それぞれ指定している。